# Diario de una camarera (novela)
Diario de una camarera (en francés Le Journal d'une femme de chambre) es una novela satírica y picaresca del escritor francés Octave Mirbeau, publicada en 1900, al final del Caso Dreyfus.

## Argumento

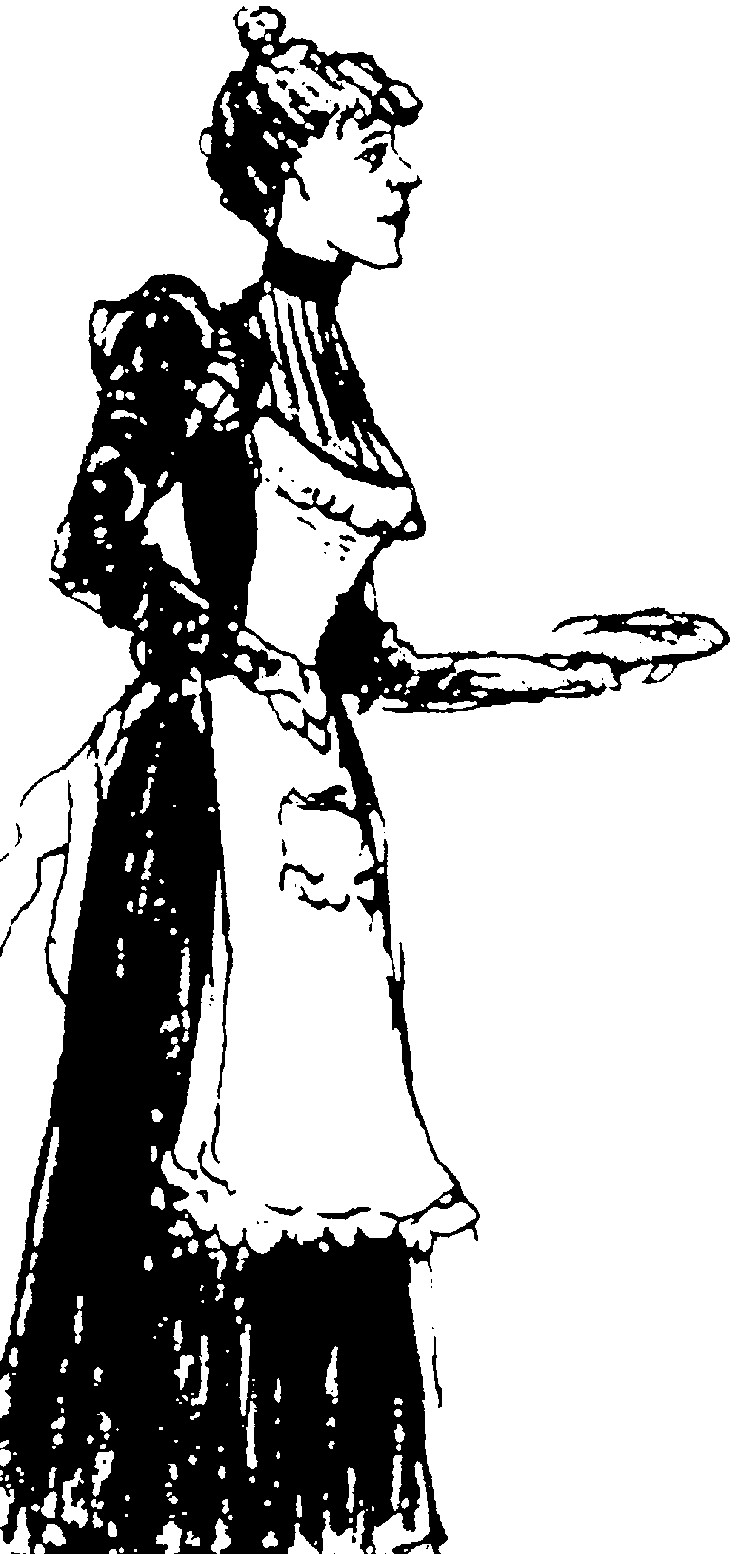
Celestina, vista por Octave Mirbeau.

Es la historia de una camarera parisina, Célestine, que llega a una casa de campo, en la Normandía, para servir a una familia de la burguesía, los Lanlaire, en una gran mansión. La doncella va anotando en su diario los acontecimientos de su vida monótona, sus reflexiones y sus recuerdos. Al evocar su pasado, nos da a conocer a sus antiguos amos, sus vicios y defectos. Aunque sospeche que es el asesino de una niña, Célestine se enamora del jardinero-cochero, el sádico y antisemita Joseph, y, al final, lo sigue a Cherburgo, en el « petit café » que Joseph compró con la plata robada a la familia Lanlaire. Así, la camarera se convierte en una mujer idéntica a la señora Lanlaire.

## Comentarios
La organización de la novela en forma de diario en el que Célestine va anotando los acontecimientos de su vida, sus reflexiones sobre ellos y sus recuerdos del pasado, permiten a Mirbeau interpolar historias que podrían perfectamente leerse aisladamente.
Al igual que en la novela picaresca, Mirbeau dirige, desde abajo, su implacable crítica contra una sociedad degradada. El diario de Celestina ilustra el enfrentamiento de dos clases opuestas, los amos y los criados, estigmatiza la vida doméstica, esclavitud de los tiempos modernos, y, desde el ángulo de la servidumbre, exhibe el intríngulis poco apetitoso de la burguesía corrompida e hipócrita, con su doble moral. 
Pero el novelista es pesimista : condicionados, los siervos de hoy están prontos para ocupar mañana el lugar de sus antiguos dueños, con signos similares de arbitrariedad.

## Citas

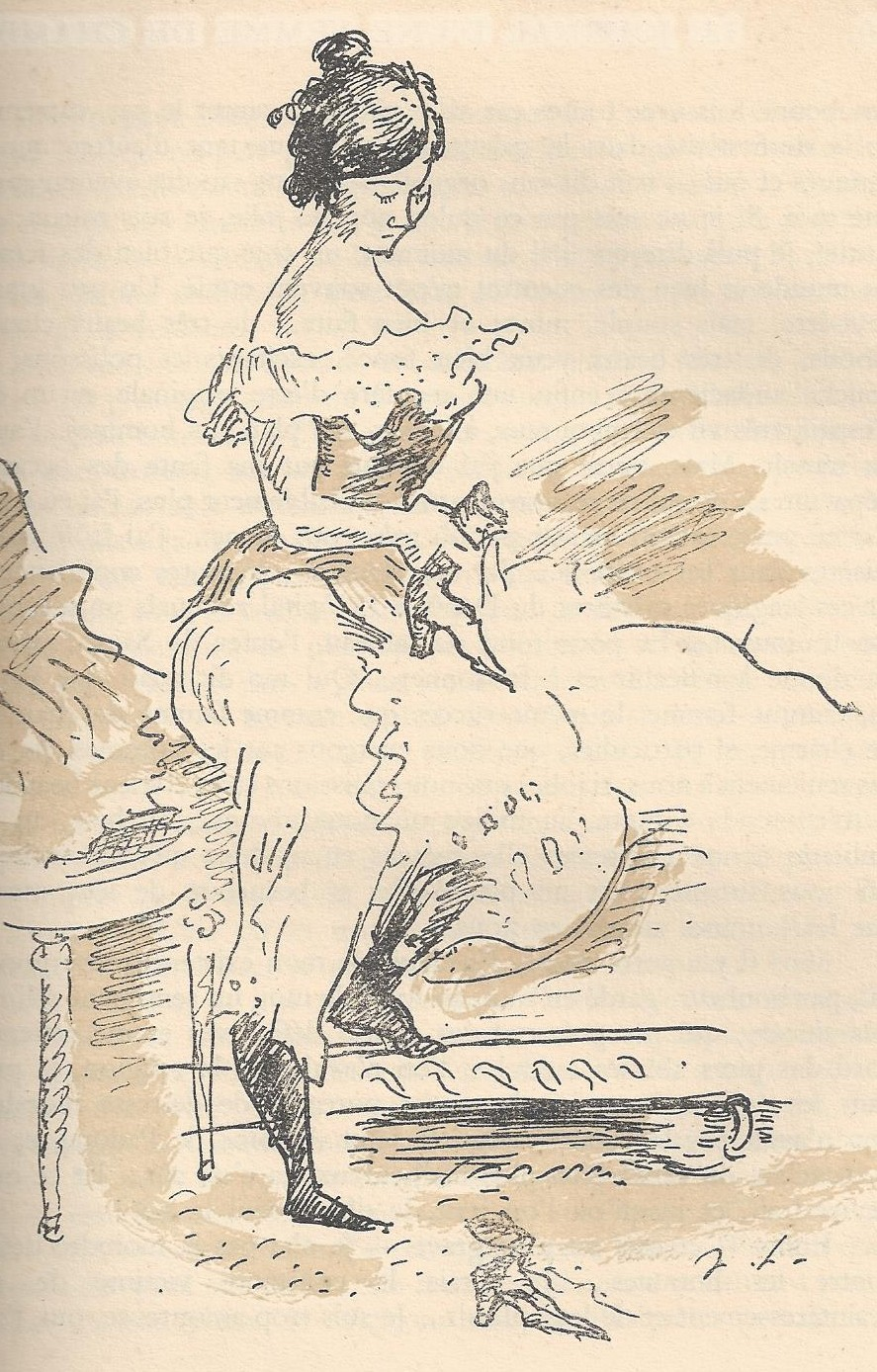
Jean Launois, Celestina, 1935

- « Muy pocas personas tienen idea de las molestias y las humillaciones que tenemos que soportar las de mi profesión. La explotación que pesa sobre los sirvientes es abrumadora y terriblemente injusta. Unas veces por culpa de los señores y otras por culpa de los compañeros, pues los hay que son asquerosamente viles… Lo cierto es que en nuestro oficio no hay nadie que se preocupe por nadie. Cada cual parece vivir, engordar y divertirse a costa de la miseria del vecino. Esto es lo que más deprime… sobre todo a espíritus dotados de cierta sensibilidad. »

- « Los sirvientes no somos unos rebeldes en potencia, dispuestos a aniquilar a nuestros amos, sino que somos en el fondo unos simples parásitos de ellos, unos esclavos con todo lo que la esclavitud implica de vileza moral, de inevitable corrupción y de esa rebeldía que en vez de liberarnos, lo único que hace es engendrar odios. Los sirvientes tienden, sobre todo, a instruirse según el modelo de sus señores y lo único que hacen es adquirir todos sus vicios… pero sin tener nunca su dinero. »

- « Una sirvienta no es un ser normal, un ser social. No es que, sea un disparate, es algo peor : un híbrido humano monstruoso... No pertenece ya al pueblo, de donde ha salido, ni tampoco a la burguesía, entre la que vive y en la que aspira a integrarse... Reniega del pueblo, del que ha perdido su sangre generosa y la fuerza de su ingenuidad, mientras que de la burguesía tan sólo ha adquirido sus vicios más vergonzosos, sin haberse podido procurar los medios para satisfacerlos. »

## Traducciones
Primera edición española : Memorias de una doncella, Barcelona, Casa Editorial Maucci, 1901, 288 páginas ; traducción de A. Rivera et Ramon Sempau. 
Otras traducciones se encuentran : 
- En España : Memorias de una doncella, Flérida, coll. « La Novela exquisita », hacia 1925 ; Memorias de una doncella, Casa Editorial Maucci, 1947 ; E.D.A.F., coll. « El Arco de Eros », 1966 ; Diario de una camarera, Editorial Bruguera coll. « Libro amigo » n.° 2, 1974, traducción de Julio Acerete ; Diario de una camarera, Editorial Bruguera, coll. « Obras imortales », n.° 42, 1975, traducción de Julio Acerete ; y Diario de una camarera, Ediciones Cátedra, coll. « Letras universales », 1993, traducción de Dolores Fernández Lladó .

- En México : El Diario de una sirvienta, Posada, [19 ?].

- En Argentina : Memorias de una doncella, Editorial Poseidon, 1947, traducción de Francesco Madrid ; Diario de una mucama, Editorial y Librería Goncourt, coll. « Idus », n.° 3, 1968, traducción de María Euillades ; Memorias de una doncella, Merlin, coll. « Obras populares permanentes », 1975, traducción de Alfonso Berenguer ; Diario de una camarera, Losada, coll. « Aniversario Losada », 2009, traducción de Mario Fiszman.

## Versiones cinematográficas
La novela de Mirbeau ha tenido cuatro adaptaciones cinematográficas, muy libres : 
- 1916, en Rusia, la de M. Martov, Дневник горничной;
- 1946, en los Estados-Unidos, la de Jean Renoir, Diary of a Chambermaid, con Paulette Goddard y James Meredith;
- 1964, en Francia, la de Luis Buñuel, Le Journal d'une femme de chambre con Jeanne Moreau, Célestine, Georges Géret, Joseph, y Michel Piccoli, el amo de la casa.
- 2015, en Francia, la de Benoît Jacquot, Journal d'une femme de chambre, con Léa Seydoux y Vincent Lindon.